# Acaromimus americanus
Espèce
Acaromimus americanus est une espèce d'insectes coléoptères appartenant à la famille des Anthribidae.